# Bartholomäus Pitiscus

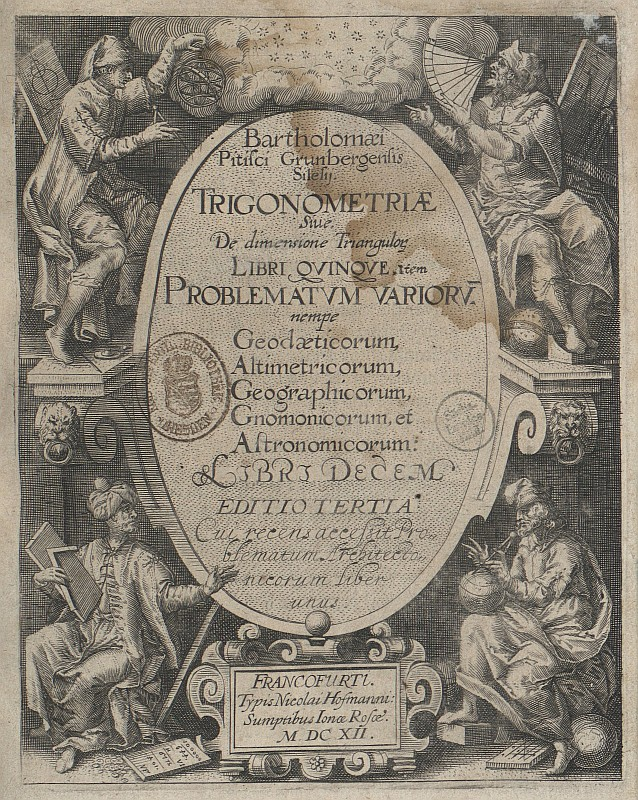

Bartholomäus Pitiscus (* 24. August 1561 in Schloin bei Grünberg im Fürstentum Glogau; † 2. Juli 1613 in Heidelberg) war Mathematiker und reformierter Theologe. Von ihm stammt die Bezeichnung Trigonometrie.

## Leben
Pitiscus besuchte zunächst die Schule in Grünberg, bevor er 1579 nach Breslau kam. Unter dem Einfluss von Leonhard Krenzheim und Abraham Buchholzer nahm er an der dortigen Akademie das Studium der Theologie auf. Dieses setzte er 1583 am Gymnasium Illustre in Zerbst und ab 1584 an der Universität Heidelberg fort, wo er 1587 zum Magister Artium promoviert wurde. In Heidelberg wurde Pitiscus 1587 zum Regens des Dionysian-Kollegs, 1588 zum Lehrer Friedrichs IV. (des Aufrichtigen), 1592 zum Hofdiakon und schließlich 1594 zum Hofprediger berufen. Damit besaß Pitiscus eine einflussreiche Stellung am Hof des Kurfürsten Friedrich IV. 1610 hielt er die Grabrede auf Friedrich IV.
Zu den engsten Vertrauten von Pitiscus gehörten die Theologen Johann Jakob Grynaeus und Amandus Polanus, sowie Jakob Christmann und der am Heidelberger Hof tätige, ebenfalls aus Grünberg/Schlesien stammende Abraham Scultetus. Zu seinen Schülern zählen Markus Friedrich Wendelinus aus Sandhausen und Georg Pauli aus Danzig.

## Werk

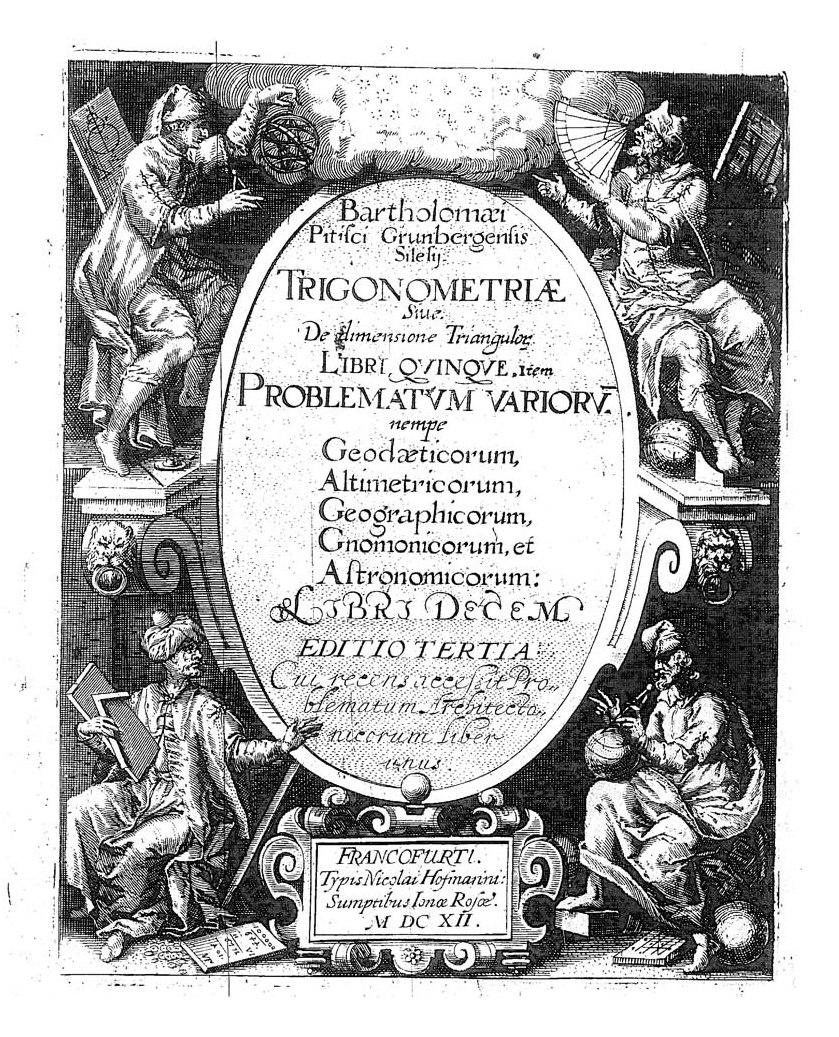
Trigonometria 1612

Neben theologischen Schriften verfasste Pitiscus mathematische Arbeiten. Sein bedeutendster Beitrag war die Trigonometria: sive de solutione triangulorum tractatus brevis et perspicuus (1595, als Anhang zu den Sphaericorum libri tres von Abraham Scultetus), die Pitiscus aufgrund ihres Erfolges daraufhin als eigenständiges Werk unter dem Titel Trigonometria: sive de dimensione triangulorum in drei Auflagen von 1600, 1608 und 1612 herausbrachte. Mit diesem Buch prägte er den Begriff Trigonometrie („Dreiecksmessung“). Das eigentliche Lehrbuch ist in fünf Bücher gegliedert, hinzu kommen zehn Bücher mit Aufgaben, sowie die Tafeln der trigonometrischen Funktionen (1608 und 1612 separat gedruckt). Das Werk wurde 1614 ins Englische und 1619 ins Französische übersetzt (in der französischen Übersetzung nur die Tafeln). Es behandelte auch sphärische Trigonometrie und enthält fünf- bzw. sechsstellige Werte aller trigonometrischen Funktionen jeweils für jede Bogenminute. Der aus zehn Büchern bestehende Aufgabenteil umfasst Anwendungen aus verschiedenen Bereichen des Vermessungswesens (Geodäsie) und der Astronomie. Ein elftes Buch mit Aufgaben zum Festungsbau, das erst in der Auflage von 1612 erscheint, ist Christian I. (Fürst von Anhalt) gewidmet und steht mit der Gründung und dem Bau der Festung Mannheim (ab 1606) in Verbindung. Die 'kleine Trigonometrie' von 1595 wurde bereits im Jahre 1597 von Melchior Jöstel als Grundlage für eine Trigonometrie-Vorlesung an der Universität Wittenberg herangezogen.
Sein Thesaurus mathematicus von 1613 verbesserte die trigonometrischen Tafeln des Rheticus (Opus palatinum de triangulis 1586) durch eigene Berechnungen, unter anderem Sinuswerte teilweise auf 22 Stellen genau (für kleine Winkel, sonst 15 Stellen). Es waren die damals besten trigonometrischen Tafeln. Er benutzte dabei auch Manuskripte von Rheticus.
Manchmal wird ihm auch die erste Verwendung des Dezimalpunktes zugeschrieben, er wurde aber schon vorher benutzt (Francesco Pellos). John Napier übernahm den Dezimalpunkt in seinen Schriften.
Zu seinen theologischen Schriften gehören Predigten, theologische Gutachten, ein Bericht über die reformierte Kirche in Deutschland und eine Polemik gegen die württembergische Kirche.
Der Philologe Samuel Pitiscus (1637–1727) war sein Neffe.

## Sonstiges
Der Mondkrater Pitiscus wurde nach ihm benannt.

## Schriften
- Trigonometria: sive de solutione triangulorum tractatus brevis et perspicuus. 1595 (Digitalisat)
- Bartholomaei Pitisci... Trigonometriae sive de dimensione triangulorum libri quinque... 1600 (Digitalisat)
- Canon Triangulorum Emendatissimus, Et Ad Usum Accommodatissimus; Pertinens Ad Trigonometriam Bartholomaei Pitisci Grunbergensis Silesii. [S.l] 1608 (Digitalisat)
- Bartholomaei Pitisci Grunbergensis Silesij Trigonometriae Sive De dimensione Triangulorum Libri Quinque. Ed. secunda, Et Aucta additis multis non vulgaribus. 1608 (Digitalisat)
- Canon Triangulorum Emendatissimus, Et Ad Usum Accommodatissimus; Pertinens Ad Trigonometriam Bartholomaei Pitisci Grunbergensis Silesi. Francofurti 1612 (Digitalisat)
- Bartholomaei Pitisci Grunbergensis Silesij Trigonometriae Sive De dimensione Triangulor(um) Libri Quinque. Francofurti 1612 (Digitalisat)
- Thesaurus mathematicus. 1613 (Digitalisat)